# Lago Upper Trail
Il lago Upper Trail (Upper Trail Lake in inglese) di origine glaciale si trova più o meno al centro della Penisola di Kenai (Alaska).

## Geografia fisica
Il lago ha una caratteristica forma a "Y" rovesciato, e si trova all'estremità occidentale della Foresta Nazionale di Chugach. Si trova vicino ad un gruppo di laghi di origine glaciale: Lago Tern, Lago Crescent, Lago Kenai, Lago Grant, Lago Ptarmigan, Lago Lower Trail e Lago Cooper. Il lago "Upper Trail" è collegato al lago "Lower Trail", distante poco più di 200 metri, tramite il torrente Grant Creek.
Il lago è circondato dai seguenti monti (tutti appartenenti al gruppo montuoso del Kenai (Kenai Mountains)):
| Nome del monte | Altezza (m s.l.m.) | Coordinate             | Distanza e direzione dal lago |
| -------------- | ------------------ | ---------------------- | ----------------------------- |
| Lark Mountain  | 1.668              | 60°30′44″N 149°16′25″W | 6 km verso est                |
| L V Ray Peak   | 1.470              | 60°28′57″N 149°25′24″W | 4 km verso sud                |
| Moose Mount    | 1.368              | 60°32′00″N 149°25′18″W | 3 km verso ovest              |

## Storia
Il nome del lago deriva dal nome del fiume Trail (un nome locale riportato nel 1935 dal USGS).

## Accessi e centri abitati
Il lago è costeggiato dall'autostrada Seward (Seward Highway) tra Anchorage e Seward. A circa metà lago si trova il centro abitato Moose Pass con circa 200 abitanti. Il lago è anche attraversato dalla linea ferroviaria "Coastal Classic", un servizio ferroviario turistico che comprende la tratta che parte da Anchorage e arriva al porto di Seward.

## Galleria d'immagini

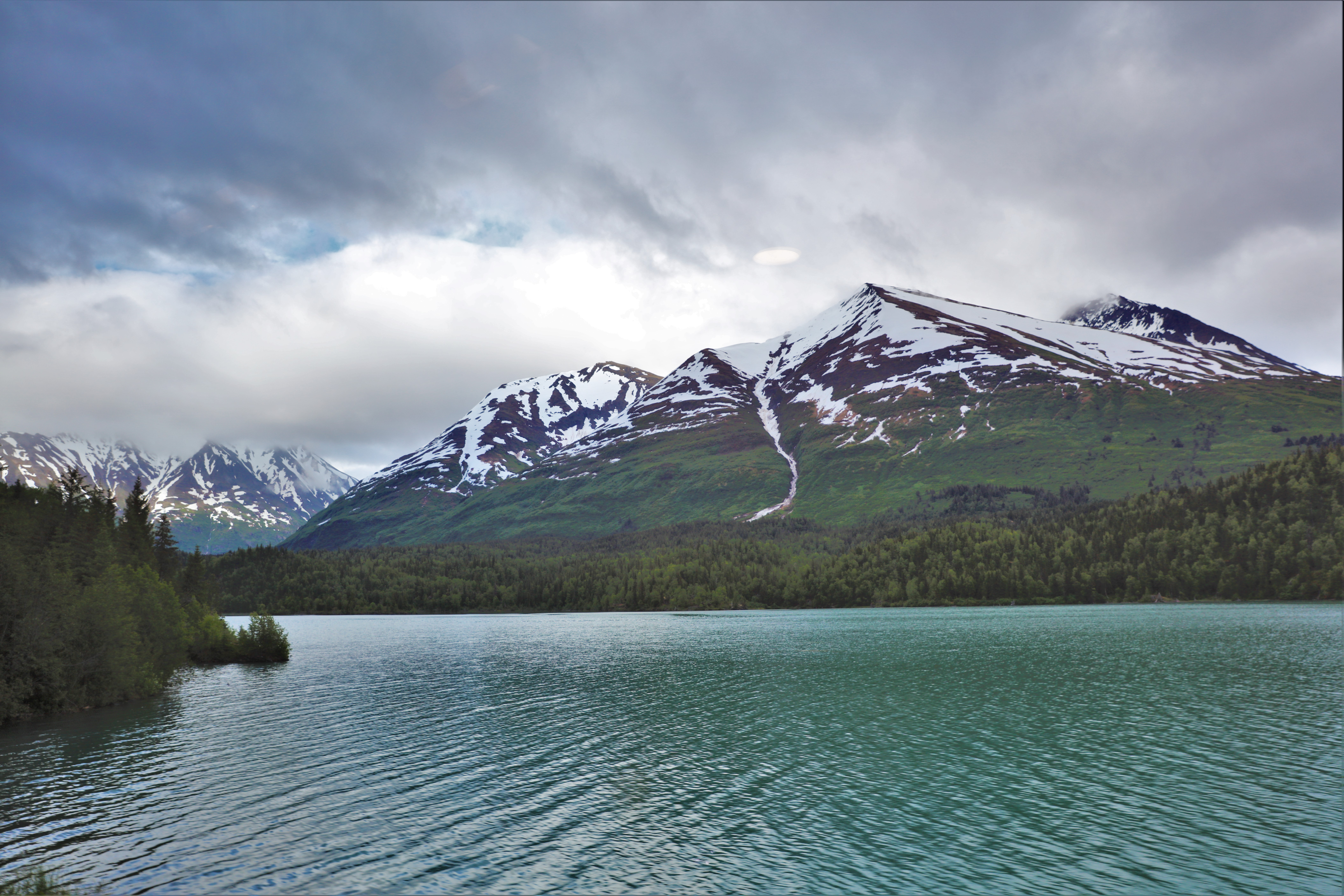
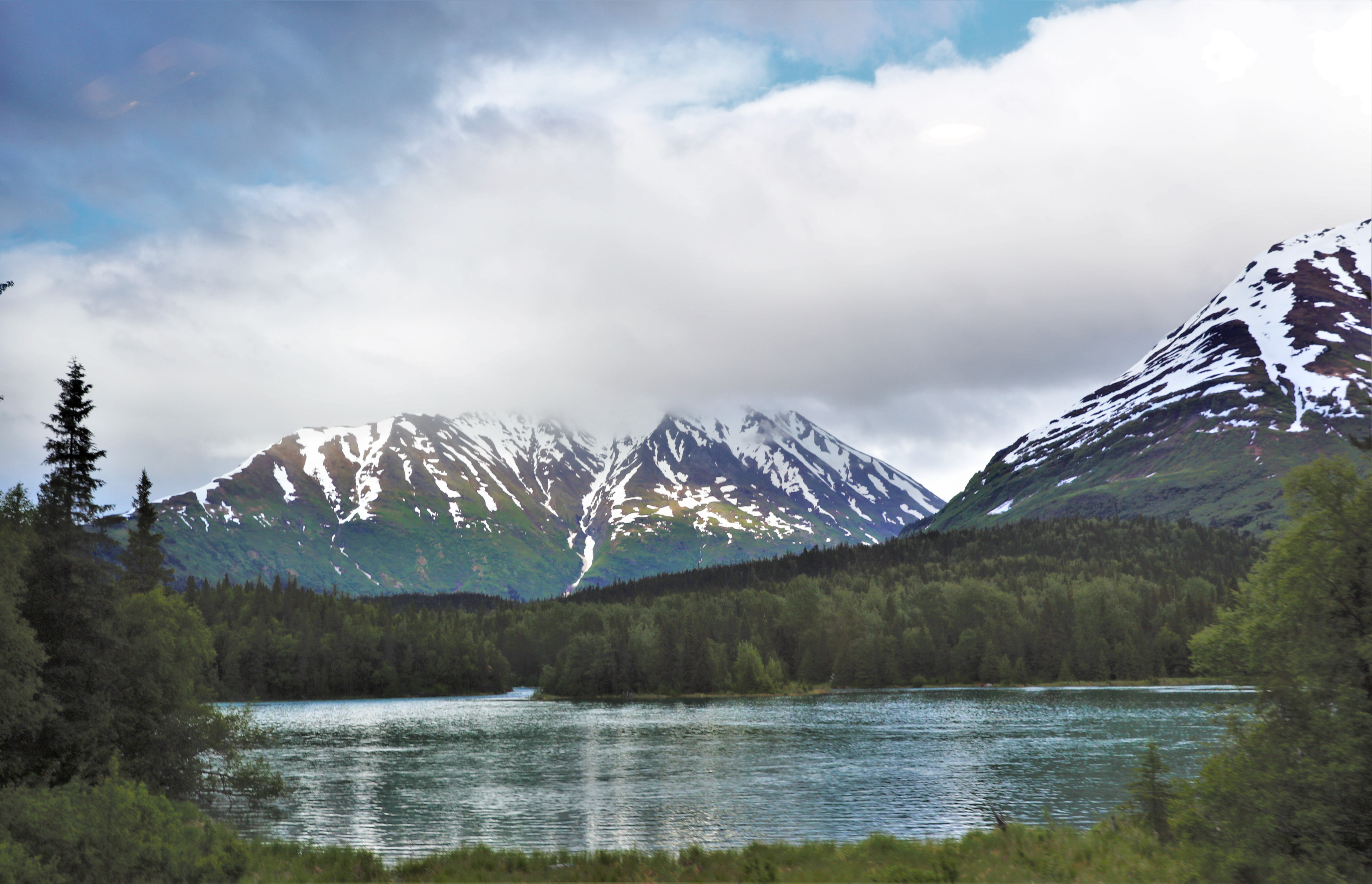
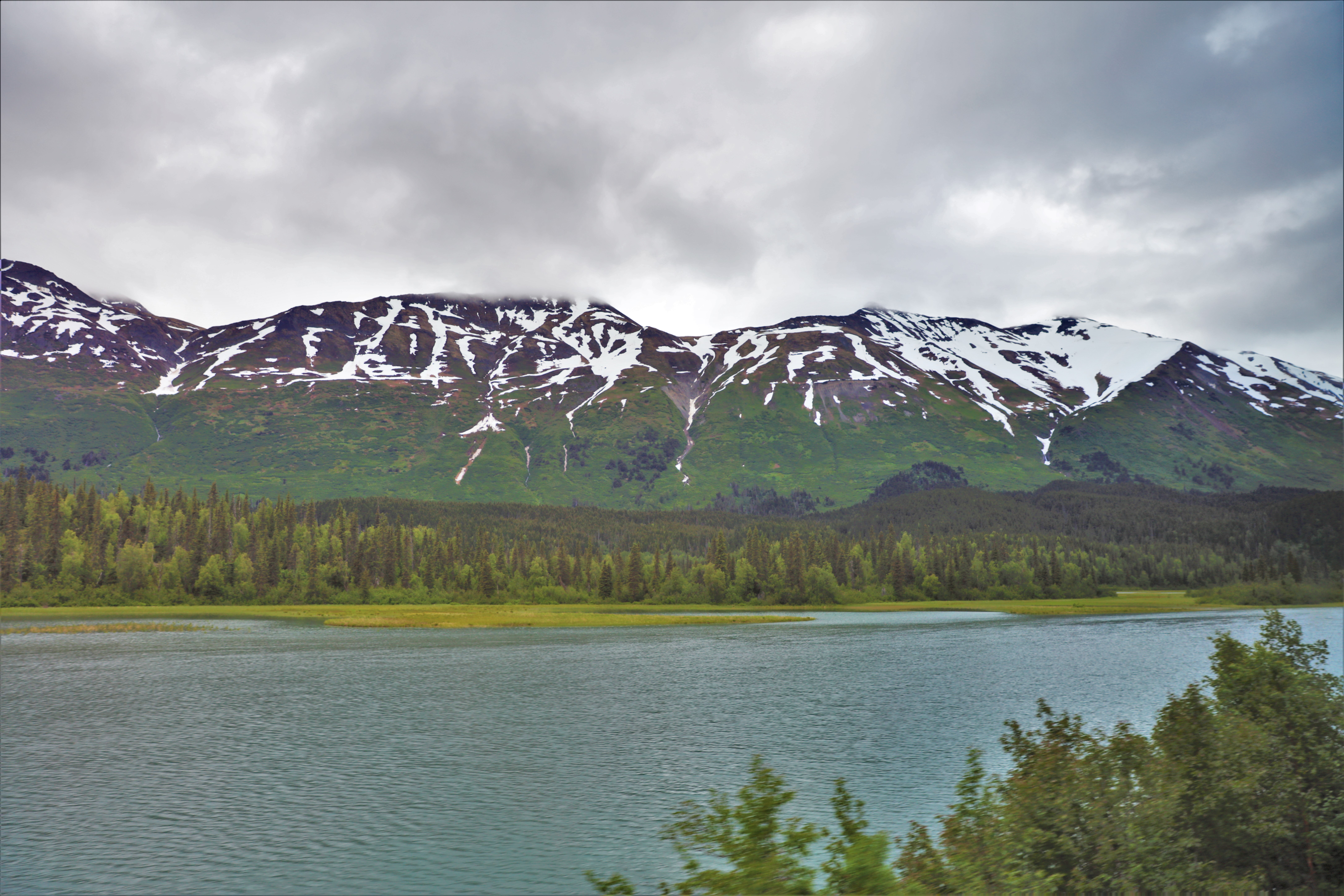
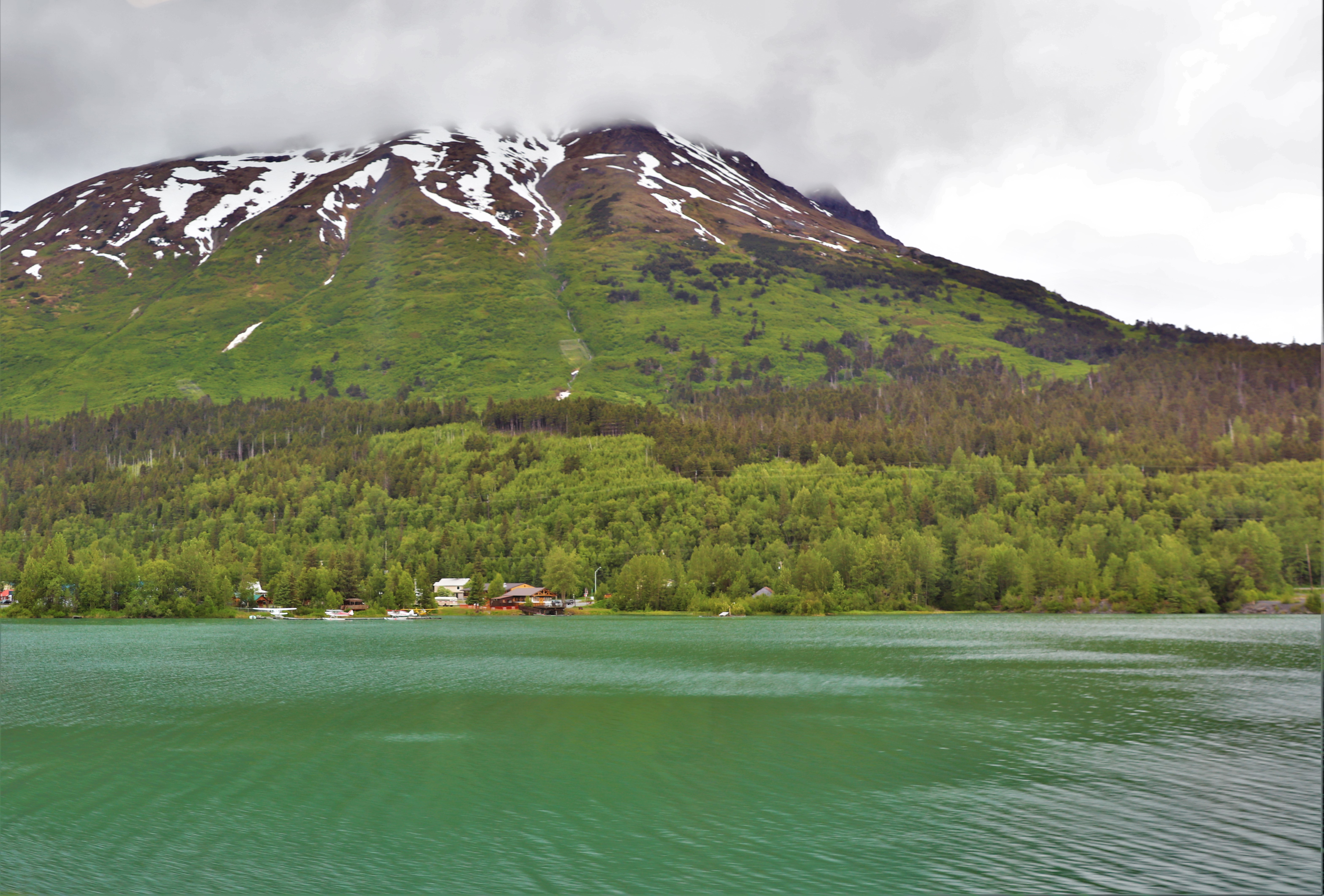